# Blake Ferguson
Blake Whitfield Ferguson (Smyrna, Georgia, 21 de abril de 1997) más conocido como Blake Ferguson, es un jugador profesional estadounidense de fútbol americano que se desempeña en la posición de long snapper en Miami Dolphins, equipo de la National Football League (NFL).

## Carrera
Fue seleccionado en la sexta ronda en la Reunión Anual de Selección de Jugadores de la NFL de 2020. Hizo su debut profesional con el equipo Miami Dolphins, donde lleva jugando cuatro temporadas.